# Falkejagt
Falkejagt eller rovfuglejagt er jagt på vilde dyr i deres naturlige habitat ved hjælp af rovfugl. Ved falkejagt kan målet være at fange både små og store dyr; ofte er egern og kaniner byttet. En person, der driver falkejagt kaldes en falkoner. Han bruger også andre rovfugle end falke: i moderne tid er særligt den rødhalede våge, det brunskuldrede våge og vandrefalke brugt til falkejagt, men også andre falke og ørne kan også bruges.
Falkejagt bruges også til underholdning ved bl.a. festivaler og middelaldermarkeder.
I Danmark er falkejagt tilladt med bestået falkonerprøve.

## Historie
Falkejagt blev udviklet i Mellemøsten og Asien omkring år 2000 f.Kr. Falken var et symbol på mongolske stammer. I middelalderens Europa var falkejagt et symbol på adel, og der var mange restriktioner, så kun de kongelige og adelige kunne jage med rovfugle. Populariteten toppede i 1500-tallet og gik derefter langsomt tilbage. I 1670 etablerede Christian 5. Falkonergården på Frederiksberg til opdræt og salg af rovfugle til falkejagt.
I Storbritannien oplevede jagtformen en opblomstring i 1800- og 1900-tallet, hvor der blev udgivet adskillige bøger om emnet. I Nordamerika blev traditionen genoplivet i 1900-tallet.
I dag er falkejagt udbredt over det meste af verden. Moderne radiosendere, der gør det muligt for falkonererne at genfinde deres dyr, hvis de flyver væk, har gjort fuglenes levetid længere. I 2021 kom det på UNESCOs liste over immateriel kulturarv.